# Перламутровка ниоба
Перламутровка ниоба, или перламутровка ниобея, (лат. Fabriciana niobe, sin. Argynnis niobe) дневная бабочка из семейства нимфалид.
Длина переднего крыла имаго — 23 — 33 мм.

## Биология
Развивается в одном поколении, лёт бабочек — с середины июня по август. Самка откладывает около 100 яиц. Часть яиц остаётся зимовать и тогда зимует полностью сформировавшаяся гусеница в оболочке яйца. Гусеницы начинают активно питаться в марте-апреле, завершая развитие к маю, большую часть времени живут в укрытии из листьев, покидая его только на время питания. Окукливается гусеница в мае-июне внутри просторного кокона, прикреплённого на стебель растения вблизи поверхности земли. Стадия куколки — около 4 недель.

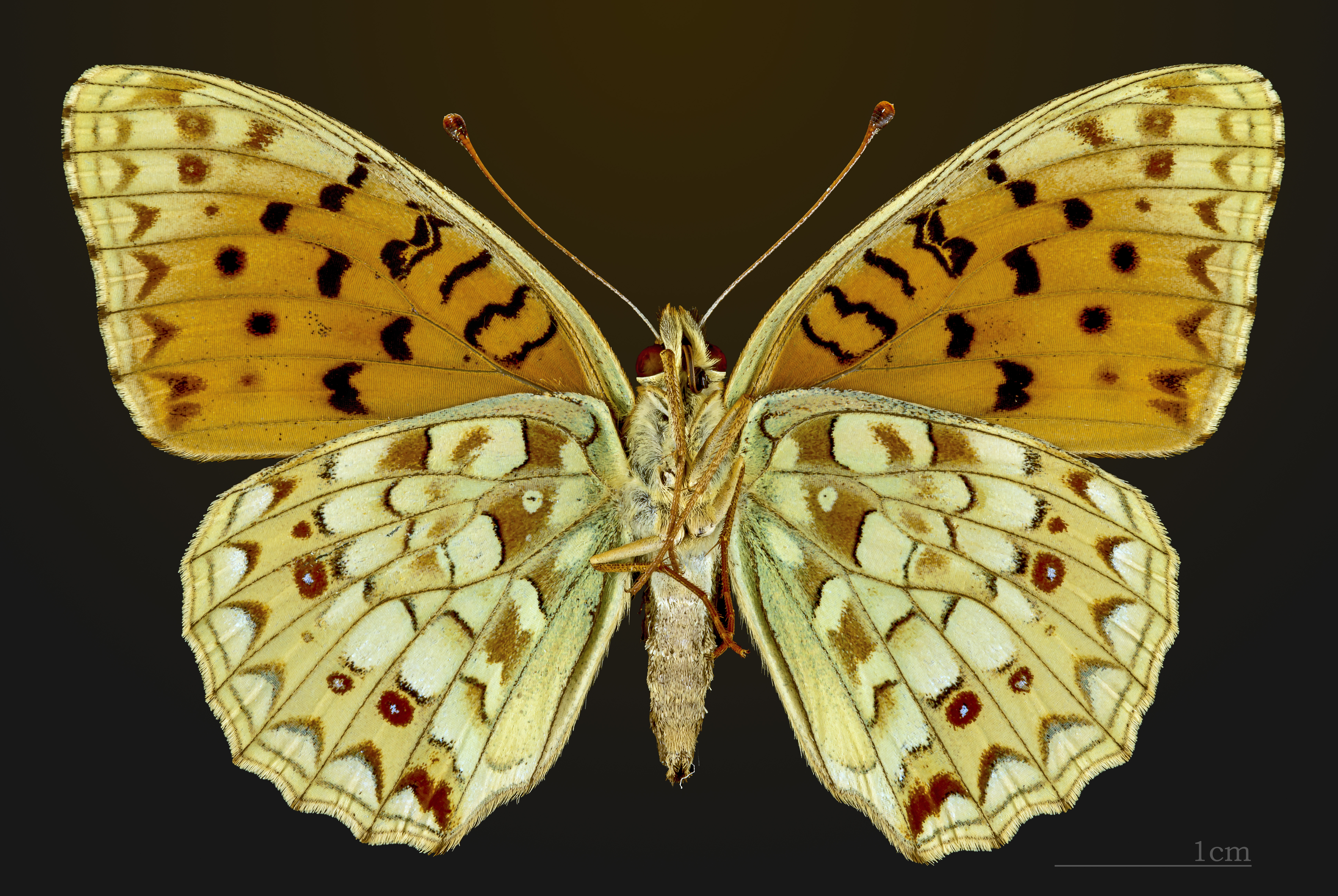
Нижняя сторона крыльев

## Местообитания
Лесные опушки, поляны, обочины лесных дорог, берега рек, сырые и мезофильные луга. Поднимается в горы до 2000 м над ур. м. На юге России встречается в основном по сухим остепнённым лугам и меловым обнажениям, в то время как, например, на Украине вид связан почти исключительно с полянами и опушками сосновых и смешанных лесов. В Крыму обитает на полянах горных широколиственных лесов.

## Кормовые растения
Plantago sp. — подорожник, Viola hirta — фиалка жёстковолосистая, Viola odorata — фиалка душистая, Viola palustris — фиалка болотная, Viola sp. — фиалка.

## Время лёта
Июнь — 2-3 декада, Июль, Август.

## Ареал
Умеренный пояс Евразии.
Широко распространён по всей Европе, не заходя севернее 61 градуса северной широты. На северо-западе европейской части России ареал достигает Ленинградской области (Луга, Комарово), на северо-востоке вид известен с юга республики Коми (Летка, Объячево). На юге ареал вида ограничен границами лесного пояса. На Украине, как правило, не встречается в лесостепной и степной зоне. На востоке Европейской части России распространяется на юг от Южного Урала по Приволжской возвышенности, и далее, проходя вдоль восточного побережья Чёрного моря (по Ростовской области), «охватывает» весь Северный Кавказ (отсутствует лишь на северо-западе, в районе Новороссийска). Обитает также в Крымских горах.

## Замечания по систематике
Как и у близкого вида Argynnis adippe, у A. niobe наряду с типичной формой, встречается форма без серебристых пятен на исподе задних крыльев — eris Meigen.